# The Mysterious Mr Davis

The Mysterious Mr Davis est un film britannique de Claude Autant-Lara, sorti en 1940.

## Synopsis
Pour rassurer ses créanciers, un homme s'invente un partenaire en affaires. 

## Fiche technique
- Titre original : The Mysterious Mr Davis
- Réalisation : Claude Autant-Lara
- Scénario : Cecil Madden, Major Mead, d'après le roman El socio de Janero Prieto
- Direction artistique : R. Holmes Paul
- Photographie : Gordon Dines
- Son : Stephen Dalby
- Société de production : Oxford Films
- Société de distribution : RKO Radio Pictures
- Pays de production :  Royaume-Uni
- Langue originale : anglais
- Format : noir et blanc — 35 mm — 1,37:1 — son Mono
- Genre : Comédie dramatique
- Durée : 58 minutes
- Date de sortie :
  - Royaume-Uni : 1940

## Distribution
- Henry Kendall : Julien Roscoe
- Kathleen Kelly : Audrey Roscoe
- Alastair Sim : George
- Morris Harvey : Samuel Goldenburg
- Guy Middleton : Milton
- Jeanne Stuart : Anita Goldenburg
- A. Bromley Davenport : Lord Avonlea
- Richard Gofe : Teddy Roscoe
- Quinton Mcpherson : M. Stephenson, le propriétaire
- Ben Field : le décorateur
- Fred Duprez : Wilcox
- Alfred Wellesley : le prêteur sur gages

### Autour du film
Le film est réalisé en Angleterre par Claude Autant-Lara pour le compte du producteur Michael Salkind. Après une expérience décevante à Hollywood, Autant-Lara continuait alors de miser sur l'international pour sa carrière de réalisateur. Le tournage est difficile pour le cinéaste : le scénario d'origine, écrit par Jacques Prévert, est entièrement réécrit par l'équipe britannique. Le film, tourné en 1936, ne sortira qu'en 1940 au Royaume-Uni, et jamais en France. Autant-Lara le qualifie dans ses souvenirs de "triste navet".  De plus, le producteur ne versera jamais son salaire à Autant-Lara. Cette mésaventure avec un producteur juif semble avoir contribué aux opinions antisémites que Claude Autant-Lara exprimera beaucoup plus tard. 